# Spizocorys personata
La alondra enmascarada (Spizocorys personata) es una especie de ave paseriforme de la familia Alaudidae propia de África.

## Distribución y hábitat
Se la encuentra en Etiopía y Kenia. Su hábitat natural son las zonas de arbustos secos tropicales y los pastizales bajos secos tropicales.

## Subespecies
Se han reconocido cuatro subespecies:
- S. p. personata - Sharpe, 1895: Propio del este de Etiopía
- S. p. yavelloensis - (Benson, 1947): Se lo encuentra en el sur de Etiopía y el norte de Kenia
- S. p. mcchesneyi - (Williams, JG, 1957): Habita en la meseta Marsabit (norte de Kenia)
- S. p. intensa - (Rothschild, 1931): Habita en el centro de Kenia